# Cristatella
Cristatella — род мохуваток з родини Кристателіди.

## Таксономія
Cristatella mucedo — єдиний вид роду Cristatella.